# Tristan Jarry
Tristan Jarry, född 29 april 1995, är en kanadensisk professionell ishockeymålvakt som är kontrakterad till Pittsburgh Penguins i National Hockey League (NHL) och spelar för deras primära samarbetspartner Wilkes-Barre/Scranton Penguins i American Hockey League (AHL). Han har tidigare spelat på lägre nivå för Edmonton Oil Kings i Western Hockey League (WHL).
Jarry draftades i andra rundan i 2013 års draft av Pittsburgh Penguins som 44:e spelare totalt.